# مجوز متن‌باز
مجوز متن‌باز یا مجوز منبع‌باز نوعی مجوز برای نرم‌افزارهای رایانه‌ای و دیگر محصولات است که به کد منبع، طرح اولیه یا طراحی برای استفاده، تغییر یافته و / یا تحت شرایط و شرایط تعریف‌شده اجازه می‌دهد. این به کاربران نهایی و شرکت‌های تجاری اجازه می‌دهد تا کد منبع، طرح اولیه یا طراحی برای سفارشی سازی خاص خود، کنجکاوی یا رفع نیازهای آن‌ها را بررسی و اصلاح کنند. نرم‌افزار آزاد دارای مجوز آزاد عمدتاً رایگان در دسترس است، اگر چه این لزوماً نباید اینگونه باشد. مجوزها که تنها اجازه توزیع مجدد تجاری یا تغییر کد منبع برای استفاده شخصی را می‌دهد معمولاً به عنوان مجوزهای منبع باز در نظر گرفته نمی‌شود. با این حال ممکن است مجوز منبع باز محدودیت‌هایی داشته باشد، به خصوص در مورد ابراز احترام به مبدأ نرم‌افزار، از جمله نیاز به حفظ نام نویسندگان و یک بیانیه کپی‌رایت در داخل کد، یا نیاز برای توزیع مجدد نرم‌افزار مجاز فقط تحت همان مجوز (مانند گواهی‌نامه copyleft). یک مجموعه محبوب از مجوزهای نرم‌افزاری متن‌باز آن‌هایی هستند که توسط طرح متن‌باز (OSI)براساس تعریف متن‌باز (OSD))تایید شده‌اند.

## مقایسه
بنیاد نرم‌افزار آزاد دارای معیارهای مشخصی برای ارزیابی این مسئله است که آیا مجوز نرم‌افزار به عنوان نرم‌افزار آزاد واجد شرایط است یا خیر. اغلب مجوزهای نرم‌افزار آزاد نیز مجوز نرم‌افزار آزاد محسوب می‌شوند.
به همین ترتیب، پروژه دبیان معیارهای خاص خود را دارد، دستورالعمل Debian Free که براساس آن تعریف متن‌باز بر پایه آن استوار است. در تفسیر of، معیارهای مجوز آزاد بر دردسترس بودن کد مبدأ و توانایی اصلاح و تقسیم آن تمرکز دارند، در حالی که مجوزهای نرم‌افزاری آزاد بر آزادی کاربر برای استفاده از برنامه، اصلاح آن و تقسیم آن تمرکز دارند.
مجوزهای موجود در دسترس، دسترسی به کد منبع را تضمین می‌کنند، اما لزوماً معیارهای آزادی کاربر را برآورده نمی‌کنند تا به عنوان نرم‌افزار آزاد یا نرم‌افزار آزاد طبقه‌بندی شوند.